# Жослен I
Жосле́н I де Куртене́ (фр. Josselin I de Courtenay, умер в сентябре 1131 на пути от Эдессы к Кайсуну) — князь Галилеи (1112—1118), граф Эдессы с 1118 года, правил графством Эдесским в период его наивысшего расцвета. Младший сын сеньора Жослена де Куртене и Изабеллы де Монлери, а также двоюродный брат Бодуэна II.
Он перебрался в Палестину, где под именем Жослен I стал в 1118 году графом Эдессы, сменив своего двоюродного брата Бодуэна (Балдуина) II де Бурга, ставшего королём Иерусалима.
В 1131 году Жослен I был ранен в сражении с Данишмендами и вскоре умер.
Был женат на Беатрис (Беатриса Киликийская), сестре киликийского царя Тороса I, происходившей из армянского царского рода Рубенидов